# John Scott (hockey sur glace)
Pour les articles homonymes, voir John Scott et Scott.
John Scott (né le 26 septembre 1982 à Edmonton, en Alberta, au Canada) est un joueur professionnel canadien de hockey sur glace qui évolue au poste d'ailier gauche.

## Biographie
John Scott naît à Edmonton, en Alberta, mais grandit à Saint Catharines, en Ontario.
Scott n'est jamais sélectionné lors de repêchages de la LNH et signe son premier contrat professionnel le 26 septembre 2006 avec les Aeros de Houston dans la Ligue américaine de hockey (LAH). Le 31 décembre 2006, il signe cette fois avec le Wild du Minnesota dont les Aeros sont le club école. Jusqu'en 2009, il passe ensuite l'essentiel des saisons avec ces derniers avant de jouer 51 matchs avec le Wild lors de la saison 2009-2010. Le 1er juillet 2010, il signe un contrat d'une saison avec les Blackhawks de Chicago. Le 27 février 2012, il est échangé aux Rangers de New York contre un choix de cinquième tour. Il signe ensuite un contrat d'une saison avec les Sabres de Buffalo, le 1er juillet 2012.
Il quitte les Sabres au cours de l'été 2014 en acceptant un contrat d'une saison avec les Sharks de San José. Le 10 juillet 2015, il signe un contrat d'une saison de 580 000 dollars avec les Coyotes de l'Arizona. Le 15 janvier 2016, il est échangé, en compagnie de Victor Bartley, aux Canadiens de Montréal.
Lors du 61e Match des étoiles de la Ligue nationale de hockey, il est élu capitaine de l'équipe de la division Pacifique par vote du public alors qu'il s'aligne pour les Coyotes. Malgré son échange aux Canadiens de Montréal (division Atlantique) et son affectation au club-école, il participe tout de même malgré la controverse au match des étoiles, arborant un chandail de la LNH. Son équipe remporte le match et il est élu joueur du match avec ses deux buts.

## Statistiques
| Saison     | Équipe                   | Ligue      |     | Saison régulière | Saison régulière | Saison régulière | Saison régulière | Saison régulière |   | Séries éliminatoires | Séries éliminatoires | Séries éliminatoires | Séries éliminatoires | Séries éliminatoires |
| Saison     | Équipe                   | Ligue      | PJ  | B                | A                | Pts              | Pun              | PJ               | B | A                    | Pts                  | Pun                  |                      |                      |
| 2001-2002  | Freeze de Chicago        | NAHL       | 53  | 4                | 8                | 12               | 240              | -                | - | -                    | -                    | -                    |                      |                      |
| 2002-2003  | Huskies de Michigan Tech | WCHA       | 31  | 1                | 3                | 4                | 64               | -                | - | -                    | -                    | -                    |                      |                      |
| 2003-2004  | Huskies de Michigan Tech | WCHA       | 35  | 1                | 3                | 4                | 100              | -                | - | -                    | -                    | -                    |                      |                      |
| 2004-2005  | Huskies de Michigan Tech | WCHA       | 36  | 2                | 3                | 5                | 101              | -                | - | -                    | -                    | -                    |                      |                      |
| 2005-2006  | Huskies de Michigan Tech | WCHA       | 24  | 3                | 2                | 5                | 87               | -                | - | -                    | -                    | -                    |                      |                      |
| 2006-2007  | Aeros de Houston         | LAH        | 65  | 1                | 5                | 6                | 107              | -                | - | -                    | -                    | -                    |                      |                      |
| 2007-2008  | Aeros de Houston         | LAH        | 64  | 3                | 0                | 3                | 184              | 5                | 0 | 0                    | 0                    | 13                   |                      |                      |
| 2008-2009  | Wild du Minnesota        | LNH        | 20  | 0                | 1                | 1                | 21               | -                | - | -                    | -                    | -                    |                      |                      |
| 2008-2009  | Aeros de Houston         | LAH        | 44  | 2                | 2                | 4                | 111              | -                | - | -                    | -                    | -                    |                      |                      |
| 2009-2010  | Wild du Minnesota        | LNH        | 51  | 1                | 1                | 2                | 90               | -                | - | -                    | -                    | -                    |                      |                      |
| 2010-2011  | Blackhawks de Chicago    | LNH        | 40  | 0                | 1                | 1                | 72               | 4                | 0 | 0                    | 0                    | 22                   |                      |                      |
| 2011-2012  | Blackhawks de Chicago    | LNH        | 29  | 0                | 1                | 1                | 48               | -                | - | -                    | -                    | -                    |                      |                      |
| 2011-2012  | Rangers de New York      | LNH        | 6   | 0                | 0                | 0                | 5                | -                | - | -                    | -                    | -                    |                      |                      |
| 2012-2013  | Sabres de Buffalo        | LNH        | 34  | 0                | 0                | 0                | 69               | -                | - | -                    | -                    | -                    |                      |                      |
| 2013-2014  | Sabres de Buffalo        | LNH        | 56  | 1                | 0                | 1                | 125              | -                | - | -                    | -                    | -                    |                      |                      |
| 2014-2015  | Sharks de San José       | LNH        | 38  | 3                | 1                | 4                | 87               | -                | - | -                    | -                    | -                    |                      |                      |
| 2015-2016  | Coyotes de l'Arizona     | LNH        | 11  | 0                | 1                | 1                | 25               | -                | - | -                    | -                    | -                    |                      |                      |
| 2015-2016  | IceCaps de Saint-Jean    | LAH        | 27  | 2                | 2                | 4                | 85               | -                | - | -                    | -                    | -                    |                      |                      |
| 2015-2016  | Canadiens de Montréal    | LNH        | 1   | 0                | 0                | 0                | 2                | -                | - | -                    | -                    | -                    |                      |                      |
| Totaux LNH | Totaux LNH               | Totaux LNH | 286 | 5                | 6                | 11               | 544              | 4                | 0 | 0                    | 0                    | 22                   |                      |                      |